# Tændrør
Tændrøret, som sidder i en benzinmotor, har den vigtige opgave at levere en effektiv gnist, så benzin/luft-blandingen kan antændes på det rette tidspunkt.
Når benzin/luftblandingen er antændt, indledes forbrændingen – det er ikke en eksplosion. Forbrændingen er en eksoterm kemisk reaktion. Det er vigtigt, at forbrændingen først indtræder, når stemplet er kommet forbi det maksimale kompressionspunkt og netop lige begynder ekspansionen. Så vil den kontrollerede forbrænding bidrage med at få motoren til at køre rundt. Hvis der f.eks. sidder koks på tændrøret (pga. forkert luft/benzin-blanding), eller hvis oktantallet er for lavt, kan man risikere, at motoren "banker", hvilket skyldes, at luft/benzin-blandingen forbrænder for tidligt. Dette er utilsigtet, og det resulterer i, at denne forbrænding vil bremse motorens akselrotation og udsætte motorens dele for større kræfter end normalt.
De høje tryk og temperaturer, der hersker i en benzinmotor, stiller store krav til tændrørets kvalitet. Temperaturen omkring tændrørets elektroder veksler mellem 60 °C og 3000 °C.

## Tændrørets "gnist"-kilde
Før i tiden var de forskellige cylindres tændrørsstyring simpel. Der var én tændspole (som faktisk er en højspændingstransformator), højspændingsstrømfordeler og en motorakselkontrolleret kontakt.
Den elektriske energi kommer fra akkumulatoren, som ledes gennem tændspolen. For hvert ønsket cylindertændingspunkt designes en aksel og glideafbryder, så tændspolens strøm brydes ved ønsket tænding. Det er en kendt spole/transformatoregenskab, at spændingen over den øges ved fjernelse af den primære strømforsyning, så strømmen/fluxen igennem den bibeholdes i forhold til, hvor meget magnetisk oplagret energi der er tilbage i transformatoren. Efter et (ultra)kort tidsinterval (bestemt af kondensatorvirkningen i spoleviklingerne, strømfordeler og kabler) vil spændingen være så høj (ca. 40.000 V), at benzin/luft mellem tændrørets elektroder ioniseres og forårsager en elektrisk udladning. Plasmaet vil sikkert så kun have nogle få volt over sig. For at den rigtige cylinders tændrør får "gnisten", roterer en kontakt designet til højspænding rundt til 4 elektroder (ved 4 cylindre) synkront med motorakslen – kaldet strømfordeleren.
Senere (og indtil i dag) er der kommet flere forskellige elektroniske tændrørsstyringer (Electronic Ignition Devices (EID)) til, som er mere driftsikre end glideafbryderen og strømfordeler.
F.eks. (med nyeste teknologi sidst):
- Transistor Controlled Ignition ( TCI )
- Capacitive Discharge Ignition ( CDI )
- Synchronized multi-spark module (SMSM)

kombineret med
- Én tændspole med strømfordeler – eller en tændspole per cylinder med sin egen elektroniske højspændingsstyring.

## Fremtiden
I fremtiden kan det være, at der vil blive anvendt keramiske laser-tændrør.